# Lądowisko Weremień
Lądowisko Weremień – lądowisko w miejscowości Weremień, w gminie Lesko, w województwie podkarpackim. Leży ok. 2 km na południe od Leska.
Posiada trawiastą drogę startową o długości 350 m. Na lądowisku zamontowana wyciągarka szybowcowa. Na tym samym stoku znajduje się wyciąg narciarski.